# Baranjski dom
Baranjski dom, "informativni list za dom i obitelj", izlazio ponedjeljkom, srijedom i petkom. Bio je namijenjen svim stanovnicima Baranje i većinom pisao o Baranji. Izdavač "Baranjskog doma" izdavao je i Osječki dom (izlazio od IX. 2000. do 21-22. XI. 2006) te Dom Valpovo-Belišće (izlazio od XI. 2005. do 21-22. XI. 2006). Jedan dio sadržaja (npr. televizijski program, križaljka i sl.) bio je isti u svim izdanjima, dok je drugi, veći dio sadržaja bio vezan za sredinu u kojoj je list izlazio.
Nulti broj "Baranjskog doma" nosio je datum 15. i 16. III. 2006, a prvi je broj objavljen s datumom 27. i 28. III. 2006. godine. List je u tom obliku prestao izlaziti sa 100. brojem od 22. XI. 2006, a nastavio se pojavljivati kao posebni dodatak s nazivom "Baranja" u regionalnim dnevnim novinama Slavonski dom.
Baranjarije, kratka rubrika sa zadnje stranice Baranjskog doma u kojoj se piše o pojedinim riječima iz baranjskih dijalekata.
- Glavni urednik: Dario Topić
- Izvršni urednik: Saša Matijević; od 80. broja (4-5. X. 2006) Dunja Feher
- Direktor: Anđelko Balikić